# Sefë Kosharja
Sefë Kosharja lub Sefë Qorri (ur. 1825 w Košare, zm. w kwietniu 1881) – osmański i albański wojskowy, działacz Ligi Prizreńskiej.

## Życiorys
W połowie XIX wieku służył w armii osmańskiej, stacjonował między innymi w Konstantynopolu. Około 1867 roku wrócił na teren Kosowa, gdzie założył rodzinę. W 1876 roku został powołany do armii i skierowany do Bułgarii, gdzie walczył z partyzantami; podczas działań wojennych został ciężko ranny, tracąc wzrok na jedno oko. Wiosną 1878 roku został zwolniony ze służby wojskowej.
Był jednym z najważniejszych działaczy założonej w 1878 roku Ligi Prizreńskiej. Dowodził siłami albańskimi w toczącej się w kwietniu 1881 roku bitwie pod Slivovë, podczas której zginął.

## Upamiętnienie
Jest uważany w Albanii za bohatera narodowego . Jego osobie poświęcono dwie pieśni.

## Życie prywatne
Był synem Mahmuda.